# Пустынцев, Павел Петрович
Па́вел Петро́вич Пусты́нцев (19 сентября 1910, село Покровское Бикинской волости Приамурского края (в настоящее время — Бикинский район Хабаровского края) — 1977) — советский конструктор подводных лодок. Герой Социалистического Труда, лауреат Ленинской премии (1959).

## Биография

### Владивосток
Окончил кораблестроительный факультет Дальневосточного политехнического института (1932).
C июля 1931 года работал на заводе № 202, где прошёл путь от конструктора до главного конструктора (назначен в августе 1948 года).
В ноябре 1949 года возглавил созданное на базе отдела главного конструктора завода Приморское ЦКБ.
Одновременно с производственной деятельностью преподавал в ДВПИ. После организации там в 1940 году кафедры кораблестроения стал её заведующим.
В 1934 году женился на Вере Михайловне Шапиро. В 1935 году у них родился сын Борис.

### Ленинград
В 1951 году переехал в Ленинград, где стал начальником ЦКБ-18 (с 1966 года название — Ленинградское проектно-монтажное Бюро «Рубин»).
В 1955 году был назначен главным конструктором подводных лодок, вооруженных крылатыми ракетами. Под его руководством был разработан проект П-613 — подводная лодка проекта 613, переоборудованная для проведения испытаний нового вида оружия — крылатых ракет П-5, созданием которых руководил В. Н. Челомей. В 1957 году был проведён первый пуск крылатой ракеты, а в 1959 году стрельбовые испытания были завершены. В том же году «за создание комплекса крылатых ракет П-5 и отработку их старта с подводной лодки» большая группа разработчиков была удостоена правительственных наград; Челомей и Пустынцев получили Ленинскую премию и звание Героя Социалистического Труда.
В 1957 году ему была предложена должность заместителя министра судостроения СССР, однако после ареста его сына Бориса по обвинению в антисоветской пропаганде назначение не состоялось.
Был главным конструктором проектов
- проект 644[6] — подводная лодка с крылатыми ракетами (с 1955);
- проект 659[7] — атомная подводная лодка с крылатыми ракетами (в 1956—1959);
- проект 675[8] — атомная подводная лодка с противокорабельными ракетами (с 1959);
- проект 949 «Гранит»[9] — атомный ракетный подводный крейсер с крылатыми ракетами (с 1970).

В 1974 году на должности начальника ЛПМБ «Рубин» его сменил И. Д. Спасский, однако проект 949 Пустынцев возглавлял до самой смерти.
С 1963 года — председатель центрального правления НТО судостроительной промышленности им. академика А. Н. Крылова.

## Награды и премии

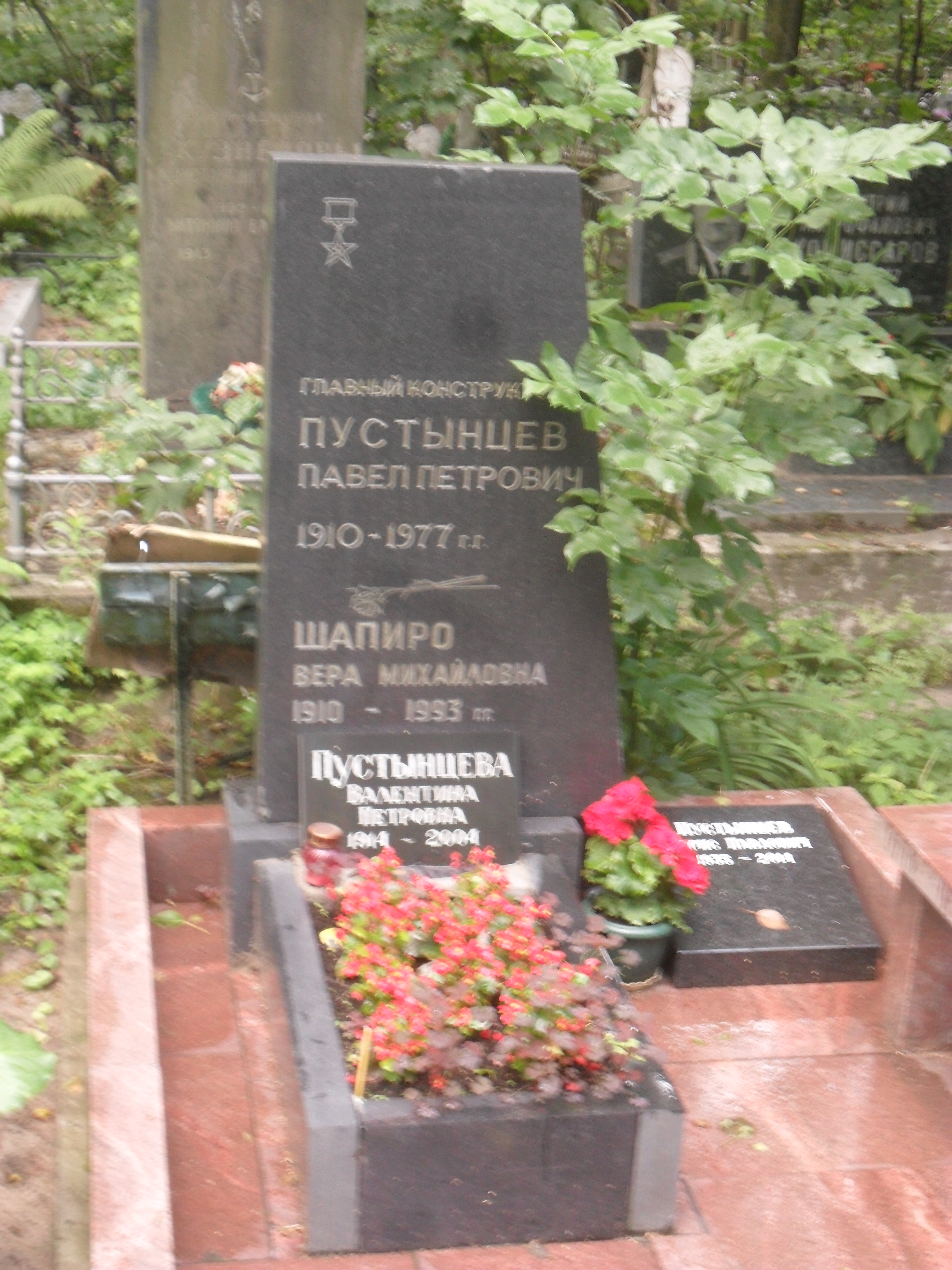
Могила Павла Пустынцева
на Серафимовском кладбище Санкт-Петербурга

- Герой Социалистического Труда и орден Ленина (1959).
- орден Октябрьской Революции.
- орден Трудового Красного Знамени.
- орден Красной Звезды.

- Ленинская премия (1959).